# Белвал су Шатијон
Белвал су Шатијон (фр. Belval-sous-Châtillon) насеље је и општина у североисточној Француској у региону Шампањ-Арден, у департману Марна која припада префектури Ремс.
По подацима из 2011. године у општини је живело 180 становника, а густина насељености је износила 25,17 становника/km². Општина се простире на површини од 7,15 km². Налази се на средњој надморској висини од 189 метара.

## Демографија
| 1962. | 1968. | 1975. | 1982. | 1990. | 1999. | 2011. |
| ----- | ----- | ----- | ----- | ----- | ----- | ----- |
| 134   | 136   | 122   | 134   | 149   | 157   | 180   |

График промене броја становника у току последњих година